# Taleqan
Tāleqān (farsi طالقان) è il capoluogo dello shahrestān di Taleqan, circoscrizione Centrale, nella provincia di Alborz in Iran. Aveva, nel 2006, una popolazione di 3 281 abitanti.
Si trova a nord di Hashtgerd, in una valle sui monti Alborz, a est dell'omonimo lago artificiale che sta sul confine con la provincia di Qazvin.

## Collegamenti esterni

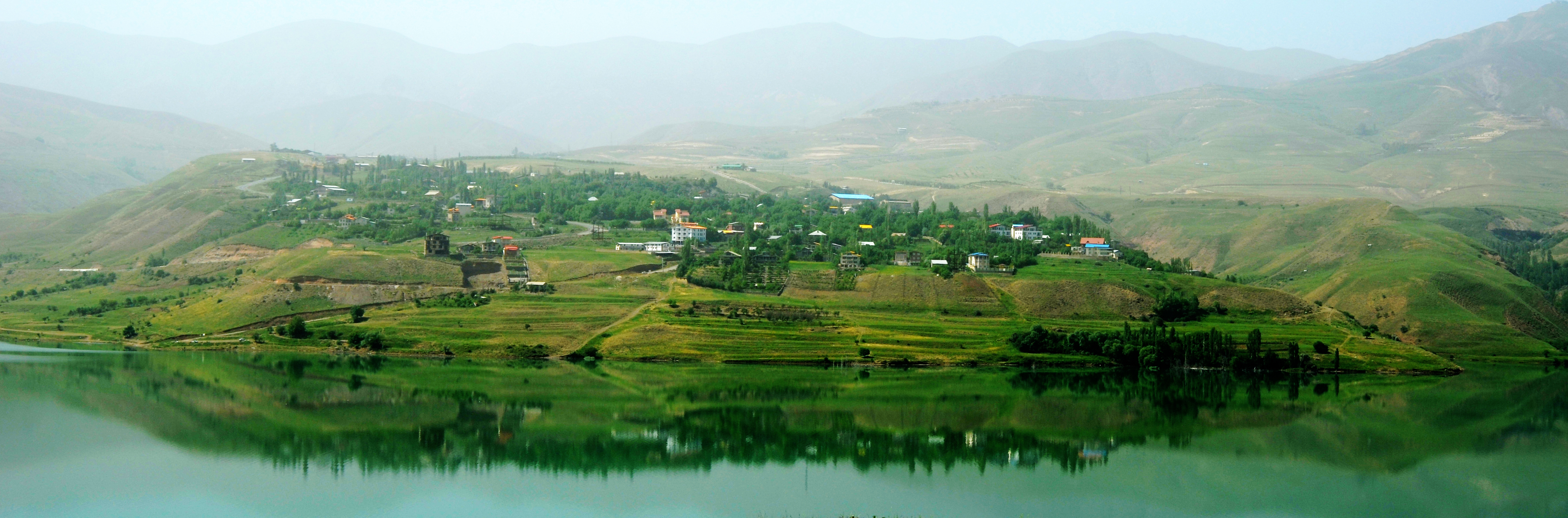
Veduta del lago Taleghan